# Rue Tarbé
La rue Tarbé est une voie du 17e arrondissement de Paris, en France.

## Situation et accès

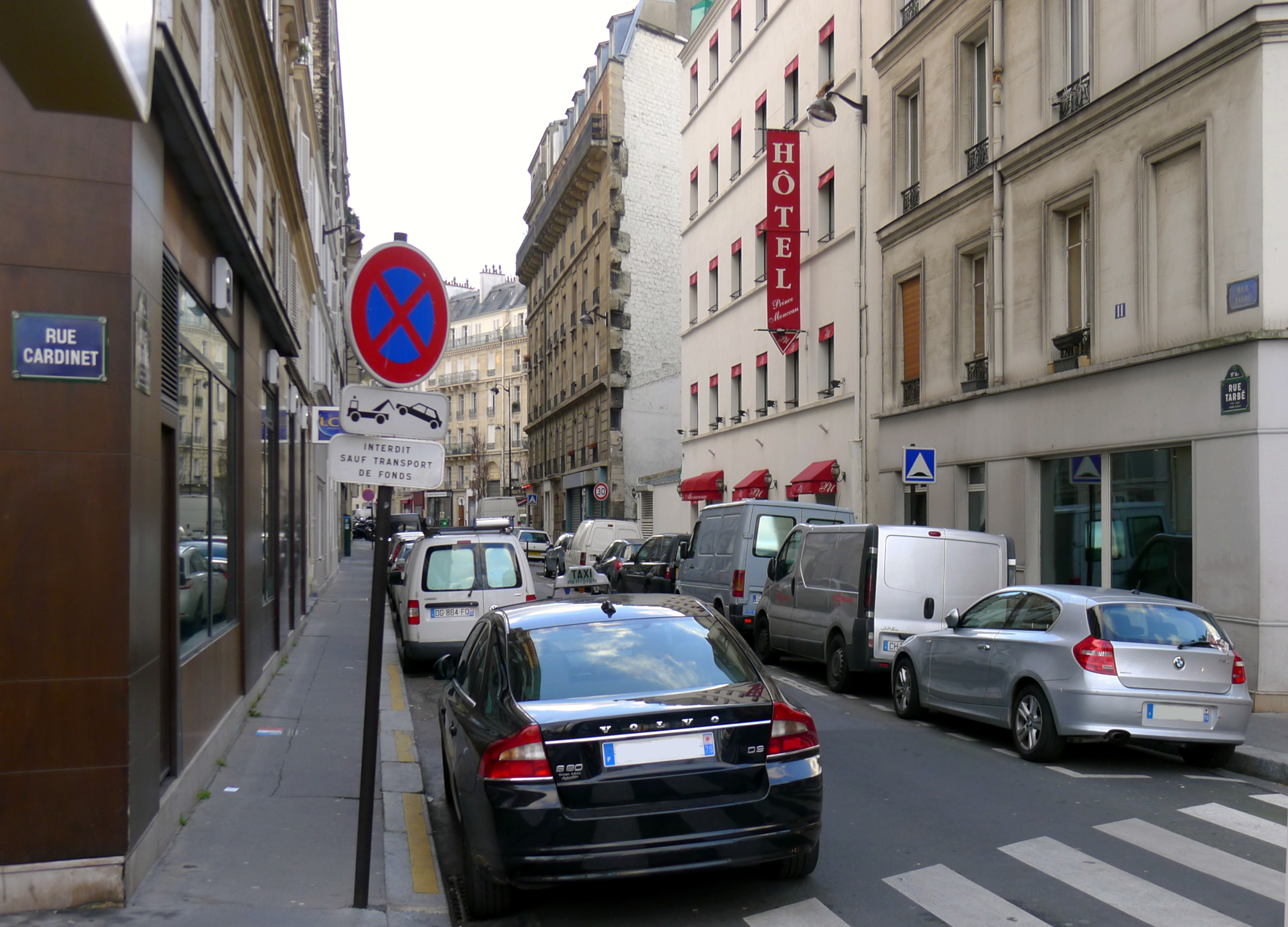
Rue Tarbé vue depuis la rue Cardinet (2014).

La rue Tarbé est une voie publique située dans le 17e arrondissement de Paris. Elle débute au 74, rue de Saussure et se termine au 138, rue Cardinet.

## Origine du nom
Elle porte le nom de l'homme d’État Louis-Hardouin Tarbé (1753-1806).

## Historique
Cette voie de l'ancienne commune des Batignolles est indiquée sur le plan de Jouvin de Rochefort de 1672 sous le nom de « chemin de Clichy à Monceau ».
Appelée « rue de la Gare » en 1850, elle est classée dans la voirie parisienne par un décret du 23 mai 1863 puis prend sa dénomination actuelle par un décret du 24 août 1864.

## Bâtiments remarquables et lieux de mémoire
- no 4 : l'illustrateur et peintre Henri-Gabriel Ibels y habite à la naissance de son fils Robert Ibels en 1895.